# Caudillismo
El caudillismo fue un fenómeno político ocurrido en América Latina en el siglo XIX después de las guerras independentistas, que dejaron un vacío de poder y debilidad institucional que fue llenado por caudillos, líderes militares de estilo personalista y autoritario que se dedicaron a la política después de tomar el poder por la fuerza.

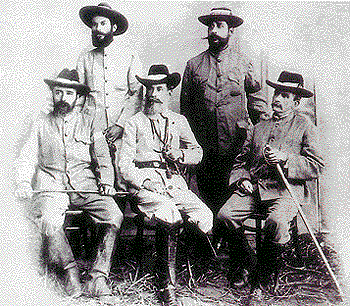
Caudillos durante la Revolución Libertadora (1903).

El poder de los caudillos se basaba en el apoyo de facciones importantes de las masas populares. Este apoyo popular se tornaba en su contra cuando las esperanzas puestas en el poder entregado al caudillo se veían frustradas, y se decidía seguir a otro caudillo que lograra convencer de su capacidad de mejorar el país o la provincia.
Este fenómeno se dio en América Latina durante prolongados períodos de su historia republicana; en algunos casos desembocó en fuertes dictaduras, represiones a la oposición y estancamiento económico y político, pero en otros canalizó las primeras modalidades democráticas y federales en las repúblicas latinoamericanas, así como proyectos de desarrollo autónomo frente a las expresiones políticas neocoloniales. Los enfrentamientos entre caudillos fueron frecuentes en toda la región y muchas veces terminaron en guerras civiles.

## Terminología
El historiador Samuel Phillips Huntington propuso no usar el término caudillismo sino que pretorianismo oligárquico por el bajo nivel de institucionalización y participación política decimonónica. Surge antes de que se formen ejércitos nacionales modernos y verdaderamente efectivos, cuando los caudillos por medio de amenazas y violencia podían intervenir militarmente en la política civil para conseguir sus fines. La debilidad de los ejércitos estatales era producto de la falta de modernización en el material bélico y pobre profesionalización de oficiales y soldados (muchas veces los gobiernos solo se preocupaban de lo primero), por esto muchos militares hacían carreras influyentes en la política. Sin embargo, otros estudiosos distinguen a estos pretorianos de los "genuinos caudillos" y clasifican a los militares en tres grupos: militares de carrera o profesionales, que servían libres de personalismos o intereses políticos; pretorianos o militares-políticos, que ejercían indebida influencia en la política; y caudillos o guerreros personalistas políticos. Los primeros venían de lo mejor de la excelencia militar hispánica y las reformas borbónicas de mediados del siglo XVIII, los segundos eran fruto de las distorsiones asociadas al proceso independentista y los terceros resultaron de los lazos de clientelismo entre patrones y trabajadores del periodo colonial.
Otros autores sostienen también que durante las guerras independentistas se encontraron en el mismo bando rebelde dos polos opuestos: políticos y militares de carrera, provenientes usualmente de grandes ciudades, más imbuidos por las ideologías, vistos como representantes de la élite administrativa y económica, buscaban crear ejércitos regulares que sirvieran de base para organizar los nuevos Estados de forma ordena y coherente; jefes rurales informales, dueños de un poder unipersonal sobre sus seguidores, a quienes sus milicianos obedecían en tanto defendieran y satisficieran sus intereses ya que estos líderes carismáticos conocían sus condiciones de vida y anhelos de cambio material, ellos mandaban las guerrillas locales. Los ejércitos independentistas son una mezcla de ambos con un peso mayor de los segundos, en tanto que los primeros eran usualmente oficiales de las milicias americanas, posteriormente esos cuerpos de milicianos serán reemplazados por unidades de profesionales en las últimas etapas de la guerra.
Los denominados «guerreros personalistas políticos» eran sujetos usualmente carismáticos, capaces de identificar sus intereses personales a los populares y movilizar seguidores, esto último era fundamental puesto que un caudillo «no podía dejar de ser era el jefe de una hueste armada». Se los clasifica en tres categorías distintas: caudillos menores, gamonales o caciques dominantes en una zona local pequeña; provinciales o regionales con poder sobre una comarca o unidad sub-estatal; y nacionales, de los que por definición podía haber solo un a la vez en cada país, cuyo poder venía de la violencia, compromisos y negociaciones con sus pares.

## Causas

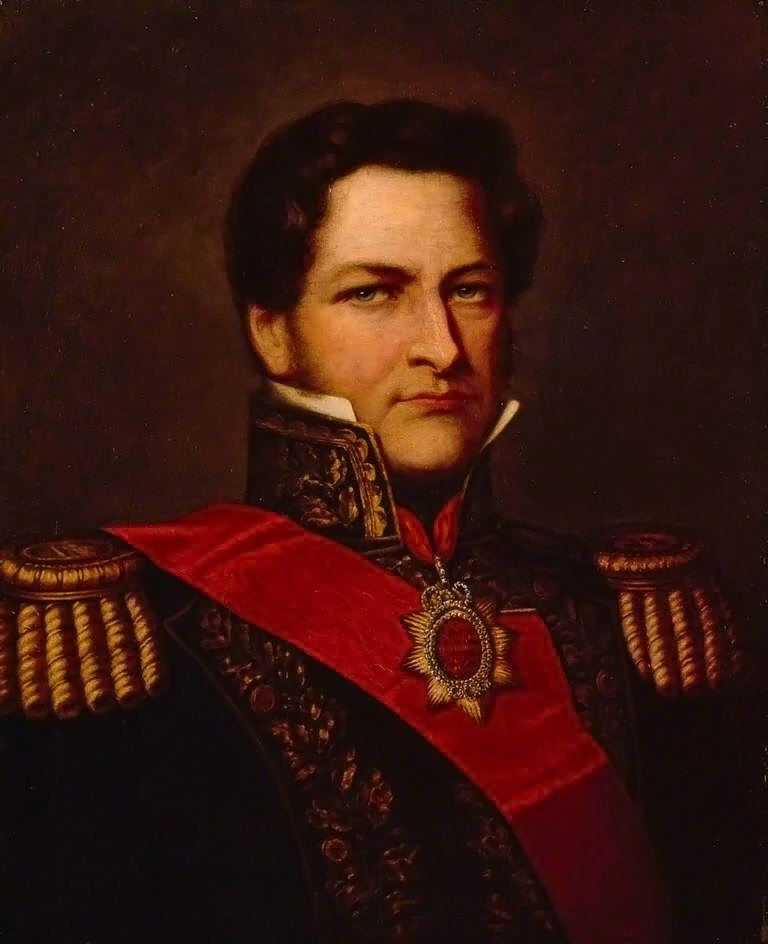
Juan Manuel de Rosas, figura destacada del caudillismo argentino.

A veces, para acceder al poder, los caudillos se rebelaban aliándose con militares, deponían al gobernante actual, disolvían el Congreso y se autoproclamaban presidentes provisionales. Después de un corto plazo se elegía un nuevo congreso y se convocaba a elecciones presidenciales. En las elecciones salía elegido el caudillo que había presidido anteriormente la revolución y deposición del antiguo gobernante o diputados
Los principales partidarios de los caudillos, aparte de sus hombres de armas de confianza, fueron los miembros de las clases enriquecidas. Así, estos aseguraban un flujo de dinero para el Estado del caudillo de turno y este se comprometía a darles beneficios.
El caudillismo se desarrolló principalmente en México, pero no completamente, ya que sufrió ciertos detalles a partir de su desarrollo que no fueron siempre positivos (donde hubo una gran cantidad de presidentes militares en cincuenta años); en Chile con el gobierno de José Miguel Carrera a comienzos de la república; en Perú, donde hubo tres grandes «periodos de militarismo»: a los inicios de la república, durante la reconstrucción nacional después de la guerra con Chile, y tras el oncenio de Leguía; en Argentina con el gobierno de Juan Manuel de Rosas; en Colombia con el gobierno de Pedro Alcántara Herrán que promovió a la vez la constitución de 1843; y también en Bolivia, Paraguay, Ecuador y Venezuela.
Algunos de los caudillos de mayor influencia fueron: José Gervasio Artigas en Uruguay (la zona que correspondió a la Unión de los Pueblos Libres); Juan Manuel de Rosas en la Confederación Argentina; José Gaspar Rodríguez de Francia en Paraguay; Miguel Hidalgo y Costilla, José María Morelos, Vicente Guerrero, Antonio López de Santa Anna, Emiliano Zapata y Francisco Villa (José Doroteo Arango Arámbula) en México; José Antonio Páez, Antonio Guzmán Blanco y José Tadeo Monagas en Venezuela; Getulio Vargas en Brasil; Francisco Franco en España; António de Oliveira Salazar en Portugal; y Pedro Domingo Murillo en Bolivia.

## Política caudillista

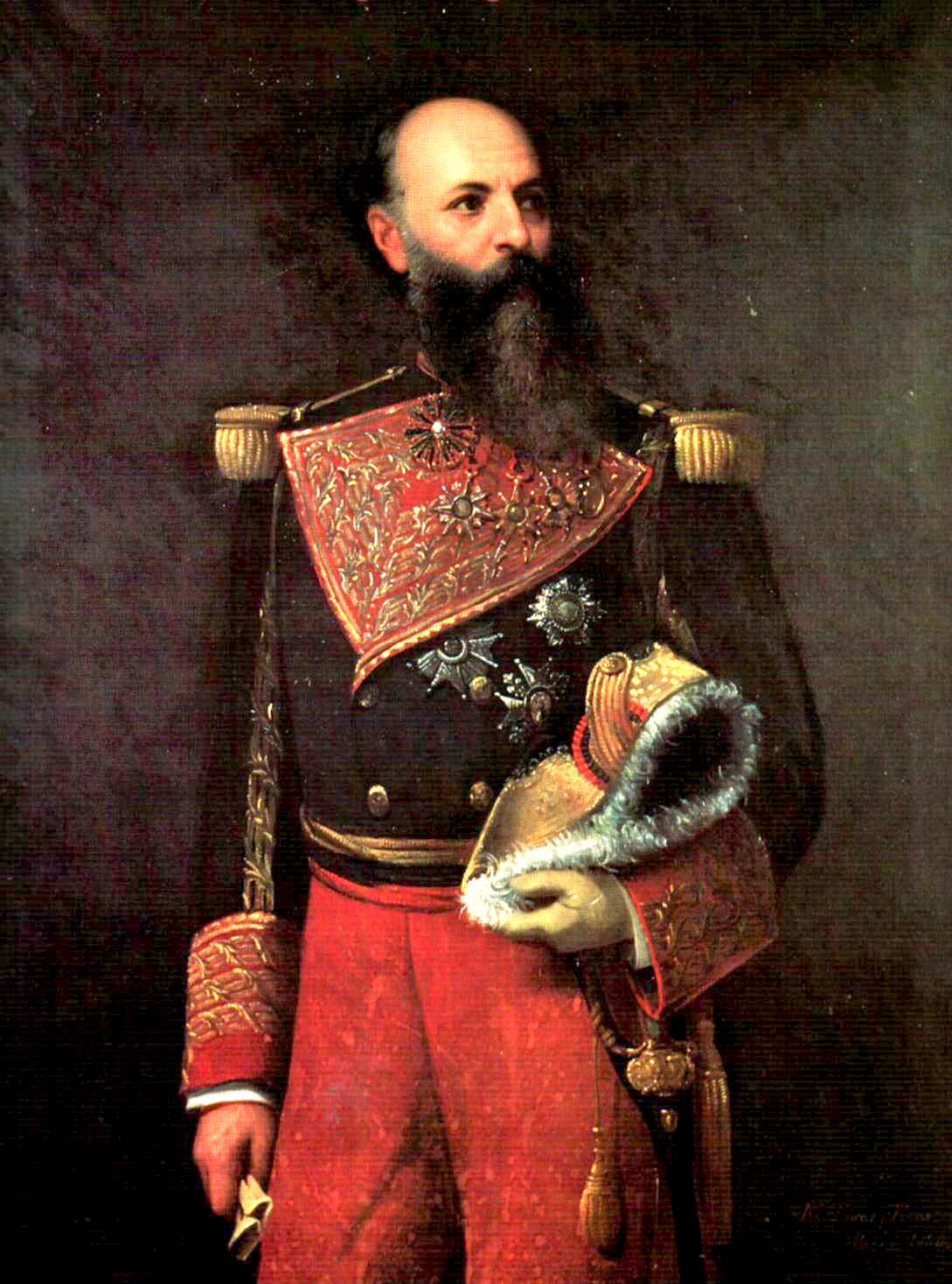
General Antonio Guzmán Blanco, líder político y militar del Liberalismo amarillo.

Los caudillistas latinoamericanos se formaron a partir de experimentar la desigualdad que estaba ocurriendo en el momento de que los españoles llegaron al Nuevo Mundo imponiendo sus reglas de conquista, explotación, evangelización y colonialismo.
Los caudillos expresaron intereses regionales combinados con sus ambiciones personales. Agustín Gamarra, por ejemplo, representó los intereses del sur andino, especialmente del Cuzco, mientras que Andrés de Santa Cruz, los de Bolivia y Arequipa. Para tener una mejor comunicación en un país mal comunicado establecieron alianzas con hacendados.
En la actualidad la presencia de caudillos en la política de algunos países latinoamericanos se da a través de los partidos políticos populistas, donde el líder político o presidente del partido actúa como «agente mesiánico», quien es visto como único líder natural, quien tiene el derecho de regir las riendas de un partido así como el único capacitado para gobernar el país y salvarlo, mas no permitiendo que otros agentes o líderes asciendan a la palestra, generándose así disputas internas, inclusive con violencia por lograr tener el poder de mando; es por ello que se concibe a la política como una actividad pública y violenta, dado que los que se afilian a un partido político entran con la firme idea de lograr ser un caudillo en potencia en un futuro más cercano, para lo cual sabe que debe enfrentase a otros caudillos en potencia para el logro de su fin, que significa liderar y ser dirigente distrital, provincial, regional o nacional.[cita requerida]
En Venezuela estuvieron José Antonio Páez, Antonio Guzmán Blanco, Juan Crisóstomo Falcón, José Tadeo Monagas, Cipriano Castro, y Juan Vicente Gómez, representando una posición de estado cuasi feudal. El caudillismo venezolano fue una manera de organizar la sociedad y de restablecer la estructura de poder durante el siglo XIX al no poder centralizar esa estructura de poder. Los caudillos fueron los que mantuvieron cierto orden de convivencia dentro de una sociedad dispersa y disgregada. Pero los caudillos no tenían un proyecto social transformador; eran como figuras pasajeras dentro de ese proceso histórico en casi todo el mundo.

## Caudillismo en Venezuela

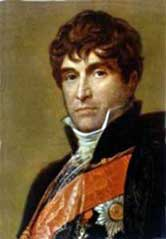
Retrato decimónonico de Boves.

El caudillismo surgió en Venezuela como consecuencia de la anarquía reinante en las etapas finales de la Primera República, sobre todo en aquellas áreas de dominio republicano (1812). En aquellos momentos el poder estaba en el personaje con la capacidad de atraer y armar a un grupo de seguidores.
La caída del orden colonial estaba siendo sucedida por gobiernos débiles, lo que permitía a caudillos regionales, descontentos con el reparto del poder, romper la frágil paz institucional y armar expediciones para derrocar al poder instalado en Caracas. En 1812, Domingo de Monteverde se apoyó en los corianos, un grupo de la Región natural Formación Lara-Falcón; en 1813, Simón Bolívar alzó a los andinos y Santiago Mariño a los orientales o guayaneses; y, en 1814, José Tomás Boves hizo lo propio con los llaneros. Este fenómeno continuó durante las posteriores guerras civiles.
Hasta la llegada de la expedición de Pablo Morillo los caudillos locales habían sido los principales enemigos de la revolución, aún más que los «ejércitos propiamente realistas» (tropas regulares) pues tenían mayor autonomía y recursos que estos últimos, y los usaban sobre todo para defender y expandir sus haciendas. Otra causa de la pérdida del apoyo de estos cabecillas fue el miedo a perder el liderazgo autónomo conseguido frente al recién llegado Morillo. En algunas regiones la guerra fue constante por cinco, diez o hasta quince años y la única autoridad a la que se podía recurrir por protección durante y después del conflicto era el caudillo cuyo dominio se veía así legitimado, por eso tras la independencia quedaba listo un escenario de guerras entre jefes rivales.
En cuanto al saqueo, los caudillos siempre lo practicaron, en especial, los rebeldes que carecían de ingresos regulares mientras negociaban el apoyo económico británico. Por ejemplo, José Antonio Páez tenía al robo como método exclusivo de pertrechar y pagar a sus huestes y tras vencer a Juan Manuel Cagigal en Carabobo Bolívar permitió a sus guerrilleros hostilizar al enemigo y quedarse con el armamento, utensilios y vestimentas que capturasen. También recurrieron a métodos más sofisticados: embargo de bienes, préstamos forzosos, multas y donaciones.
El fenómeno del caudillismo fue una de las mayores consecuencias de la guerra independentista, acompañando el país por casi un siglo hasta la imposición final del poder civil en 1903. Es la causa de que diversos historiadores consideren a los caudillos agentes de la barbarie, atraso en la institucionalidad del país, luchadores de la igualdad o hasta democratizadores nacionales. La democracia no nació de caudillos sino de las ideas de los revolucionarios y azares del destino.
Los líderes rebeldes por otra parte, debieron enfrentar constantemente a poblaciones muy divididas y reacias a movilizarse, debiendo depender de sus dotes personales de mando más que una sólida institucionalidad, elemento clave el la preponderancia del caudillismo durante la construcción posterior de los Estados hispanoamericanos. Debían ser a la vez militares (tácticos y estrategas), estadistas (organizadores de un Estado) y soldados (combatientes que sabían hacer lo mismo que el resto de la tropa); personas que por medio de la disciplina y la confraternización con la tropa pudieran ganarse a los soldados para que identificaran su causa ideológica con sus intereses sociales o étnicos. Por ejemplo, tras el colapso del sistema militar tradicional colonial de milicias en 1812 y el apoyo de las guarniciones regulares a Domingo de Monteverde, los independentistas debieron realizar levas en masa con las que defender la Segunda República. Tras la caída de ésta habrá que esperar hasta 1817-1819 para que vuelva a reconstruirse una tropa armada rebelde, esta vez como el Ejército de la Gran Colombia.

## Tácticas

Bandera de Cabrera, similar a las usadas por Boves y Quiroga.

Aunque la táctica favorita de José Antonio Páez era simplemente cargar con su desordenada caballería contra los cuadros enemigos hasta romperlos, la de José Tomás Boves y Facundo Quiroga era similar al «¡Vuelvan caras!» de Las Queseras del Medio: primero se fingía una carga para luego retirarse tentando al enemigo a salir en su persecución, luego los jinetes se daban media vuelta y volvían a atacar mientras la reserva atacaba por sorpresa la retaguardia enemiga, similar a los sucedido en La Puerta. Los llaneros resultaron invencibles en campo abierto, por eso muchas veces se sostiene que los caudillos vencían más por audacia y habilidad bélica de su tropa que por sus tácticas.
Otro personaje con el que Boves ha sido comparado es el carlista Ramón Cabrera. Ambos habían sido marineros carismáticos que sin experiencia militar previa movilizaron a pueblos enteros bajo su mando sin gran apoyo logístico en momentos de desorden para defender la continuidad Monarquía Católica, iban al frente en la batalla y vivían como sus hombres, tratan de tomar lo mejor de su tradición sin renunciar al progreso, son personajes resolutivos, prácticos, austeros y meritócratas que tuvieron serias desavenencias con las élites amigas y enemigas.
Volverían a estallar rebeliones de negros en Venezuela con similares características en Caucagua (1835) y Ocumare (1845).

## Diablocracia
Fue llamada diablocracia que crueles caudillos asumieran el mando y consiguieran ascender socialmente gracias a su brutalidad y capacidad de desatar la violencia usualmente contenida de los sectores más humildes y apartados de la sociedad. Este término también fue utilizado por los monárquicos para denominar a los gobiernos republicanos e independentistas instaurados por los revolucionarios.
Como dijo el portugués Joaquim Pedro de Oliveira Martins sobre la devotio ibérica «los pueblos ibéricos acuden como por instinto a sus tradiciones más primigenias».